# Fritzmeier Gruppe

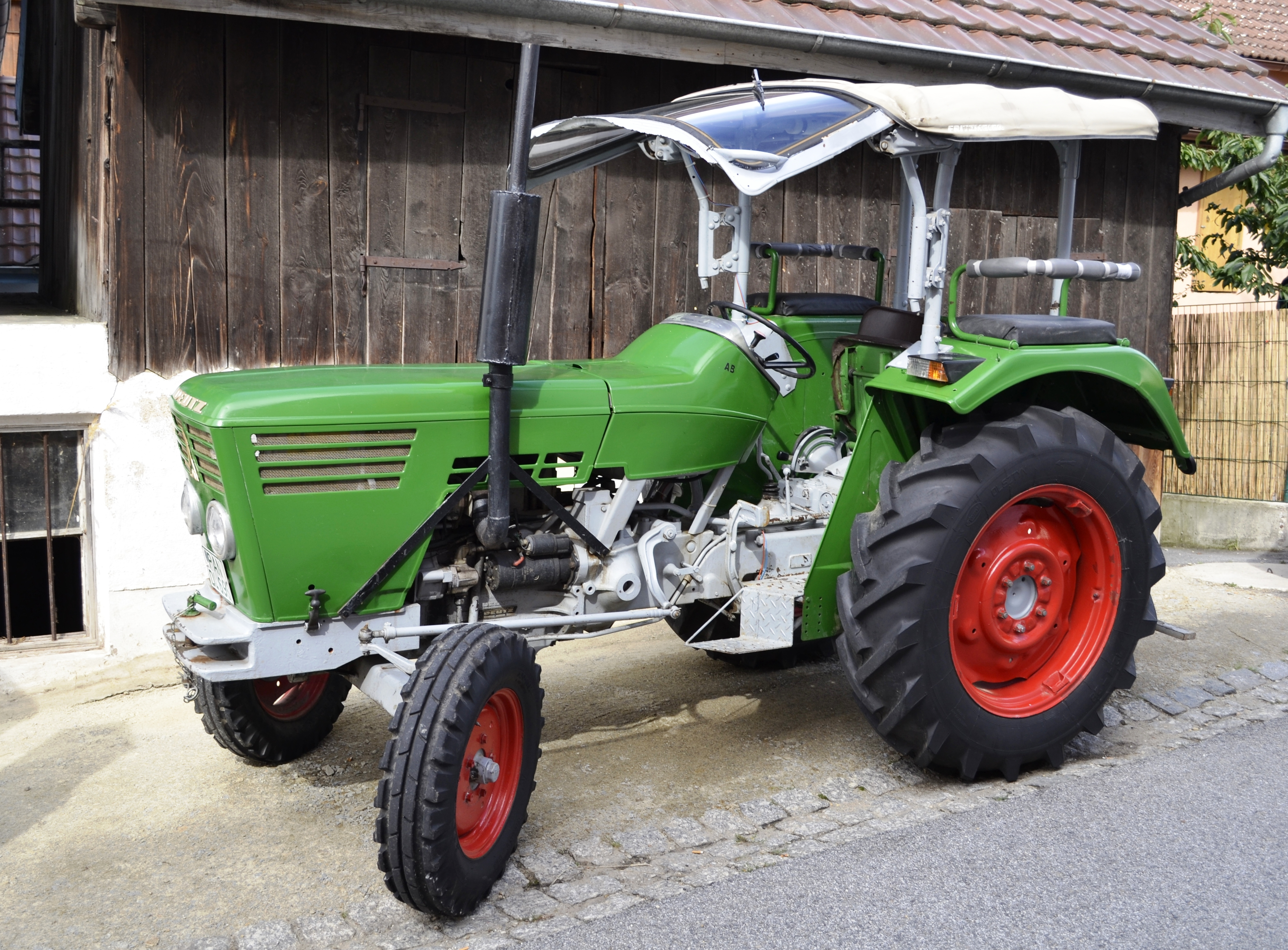
Deutz D-06 mit Fritzmeier-Verdeck und Umstürzbügel

Die Georg Fritzmeier GmbH &  Co. KG ist ein deutsches Unternehmen mit Sitz in Großhelfendorf, einem Ortsteil von Aying im Südosten des Landkreises München.

## Geschichte

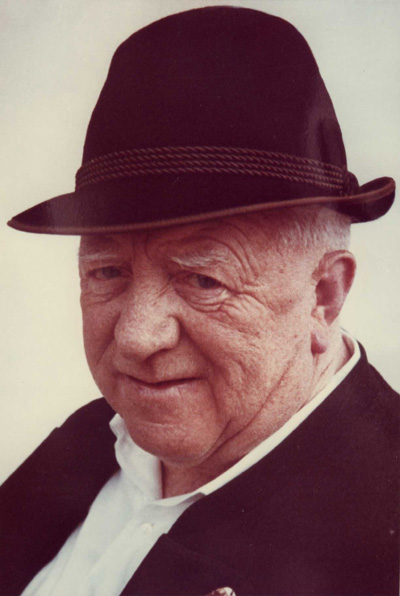
Georg Fritzmeier

Der Sattlermeister Georg Fritzmeier machte sich 1926 in Großhelfendorf selbständig, indem er Geschirre für Ochsen und Pferde fertigte und reparierte. Nachdem in den 1920er Jahren die ersten Traktoren im Einsatz waren, hatte er ab 1932 erste Anfragen nach Sitzpolstern für die damals ungefederten Eisensitze der ersten Zugmaschinen. Nachdem seine Söhne Ruppert und Georg auch mit ihm im Betrieb tätig gewesen waren, fragten zuerst die Unternehmen Eicher und Fendt, und kurz darauf Schlüter an, direkt beliefert zu werden. Um 1939 entwickelte Fritzmeier gemeinsam mit Schlüter das erste Planenverdeck. Der Zweite Weltkrieg verhinderte eine größere Produktion.
1945 begannen Ruppert und Georg Fritzmeier die Verdecke, auch zur Nachrüstung älterer Traktoren, weiterzuentwickeln. Mit der beginnenden Mechanisierungswelle ab den 1950er Jahren verbauten immer mehr Hersteller die Planenverdecke von Fritzmeier anstelle der vorher als einzige Alternative angebotenen massiven Dächer. Frühzeitig ließ das Unternehmen ihre wesentlichen Bauteile wie eine gummigelagerte Parallelogramm-Federung oder die 1958 erstmals angebotene aufklappbare Frontscheibe patentieren. Die Seitenwände konnten mit Fensterplanen geschlossen werden und nach vorne verhinderten Planenschürzen das Eindringen von Spritzwasser. Zeitweise wurden über 50.000 Verdecke pro Jahr ausgeliefert. Georg Fritzmeier jun. starb 1962. Ruppert Fritzmeier führte daraufhin das Unternehmen gemeinsam mit seinem Vater weiter.
Fritzmeier wurde führender Hersteller von Überrollbügeln für Traktoren. Diese waren ab 1970 für Neumaschinen und ab 1. Januar 1977 auch für Altschlepper Pflicht. Ab 1970 waren erste Verdecke mit integriertem Umsturzbügel im Angebot. Der Markt veränderte sich und es wurden verstärkt integrierte, ab Hersteller montierte Kabinen nachgefragt. Der Absatz der „Flatterverdecke“ ließ stark nach. Fritzmeier begann frühzeitig, Kabinen für Traktoren zu entwickeln. Ab 1975 begann die Entwicklung von Kabinen für Baumaschinen. 1990 wurde nach 750.000 Verdecken deren Produktion eingestellt.
1971 wurde die Fritzmeier Composite als eigener Unternehmensbereich gegründet, um auf die zunehmende Bedeutung von Kunststoffen (neue Werkstoffe) in der Industrie zu reagieren.

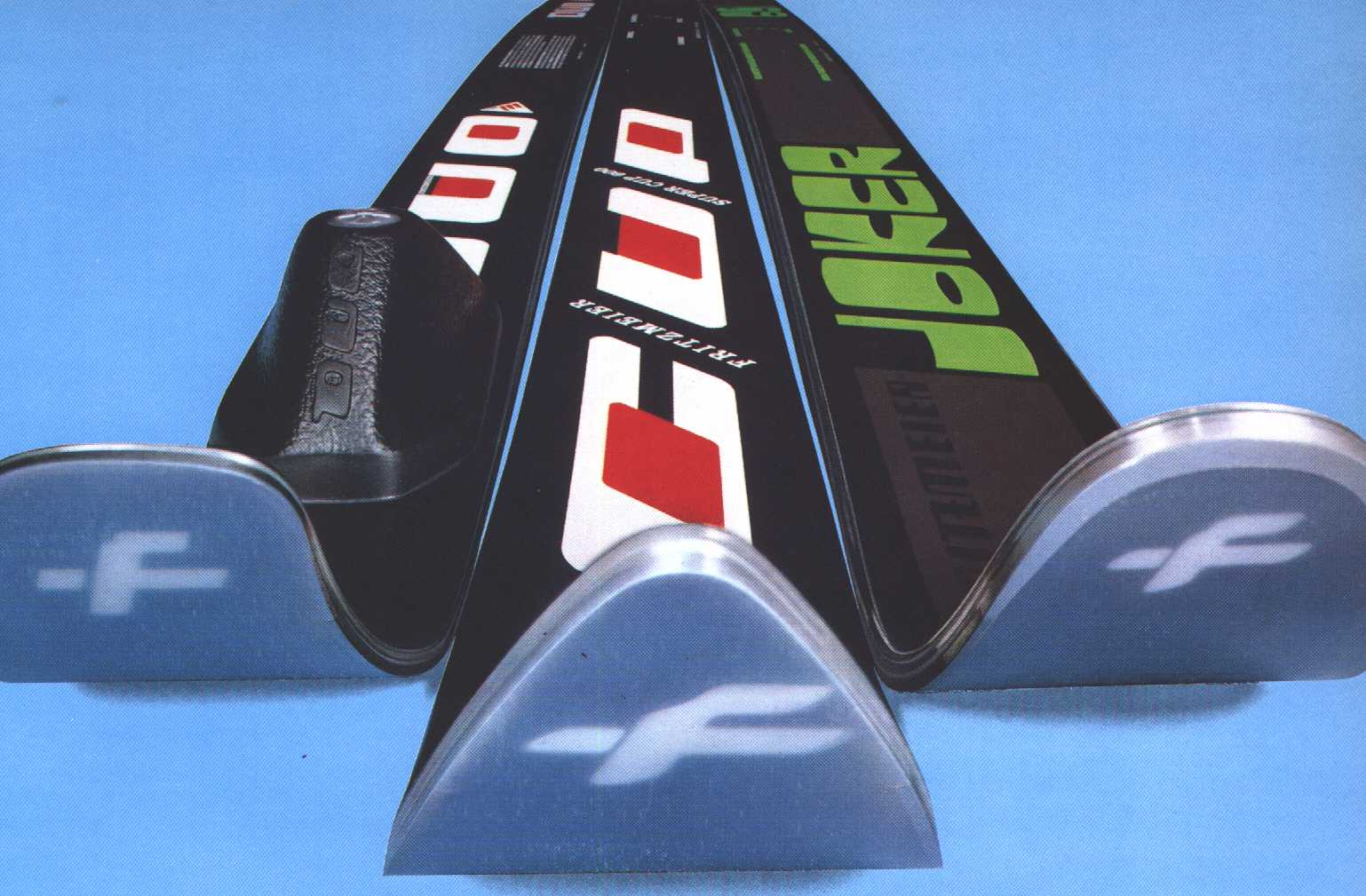
Voll-Kunststoffski von Fritzmeier

1975 entwickelte und fertigte Fritzmeier den ersten Kunststoffski für Rosi Mittermaier. Die Produktion von Ski wurde 1980 eingestellt. Fritzmeier war 1977 Mitgründer von Mistral, heute Boards & More, und stellte Surfbretter her. Die Forschungsarbeiten mit den Kunststoffen und der Exkurs der Fritzmeier-Gruppe in die Sportwelt führten 1990 zur Gründung der m1 Sporttechnik, die auf Bau und Vertrieb von Carbonfahrrädern spezialisiert ist.
Die Fritzmeier Technologie wurde 1997 gegründet, um Komplettdienstleistungen in der Metallbearbeitung anzubieten. Fritzmeier CABS unterhält ein Joint Venture in Indien und Kooperationen in Asien, Nord- sowie Südamerika. Diese führten zur Bildung der CAB Alliance, einem Zusammenschluss von vier Fahrzeugkabinenherstellern weltweit.
2009 gründete die Fritzmeier-Gruppe die Fritzmeier Umwelttechnik. Der Fokus dieses Unternehmens liegt unter anderem in der Phosphatrückgewinnung und der Entwicklung nachhaltiger Technologien rund um Smart Farming und der Biotechnologie (B2B).
Die Fritzmeier-Gruppe beschäftigt circa 2.300 Mitarbeiter an 14 Fertigungs- und Entwicklungsstandorten in 9 Ländern und ist Original Equipment Manufacturer (Erstausrüster).

## Unternehmensstruktur
Die Fritzmeier-Gruppe produziert Fahrerkabinen für Bau- und Landmaschinen sowie Baugruppen aus Kunststoff für Kraftfahrzeuge, Nutzfahrzeuge, Bau- und Landmaschinen sowie Flugzeuge. Die Kabinenentwicklung und -fertigung für Bau- und Landmaschinen ist der größte Umsatzträger bei Fritzmeier. Das Unternehmen gliedert sich in folgende vier Teilbereiche auf: Cabs, Plastic, Technologie und Umwelt. Diese sind als Unternehmen selbstständig.

### Fritzmeier Cabs

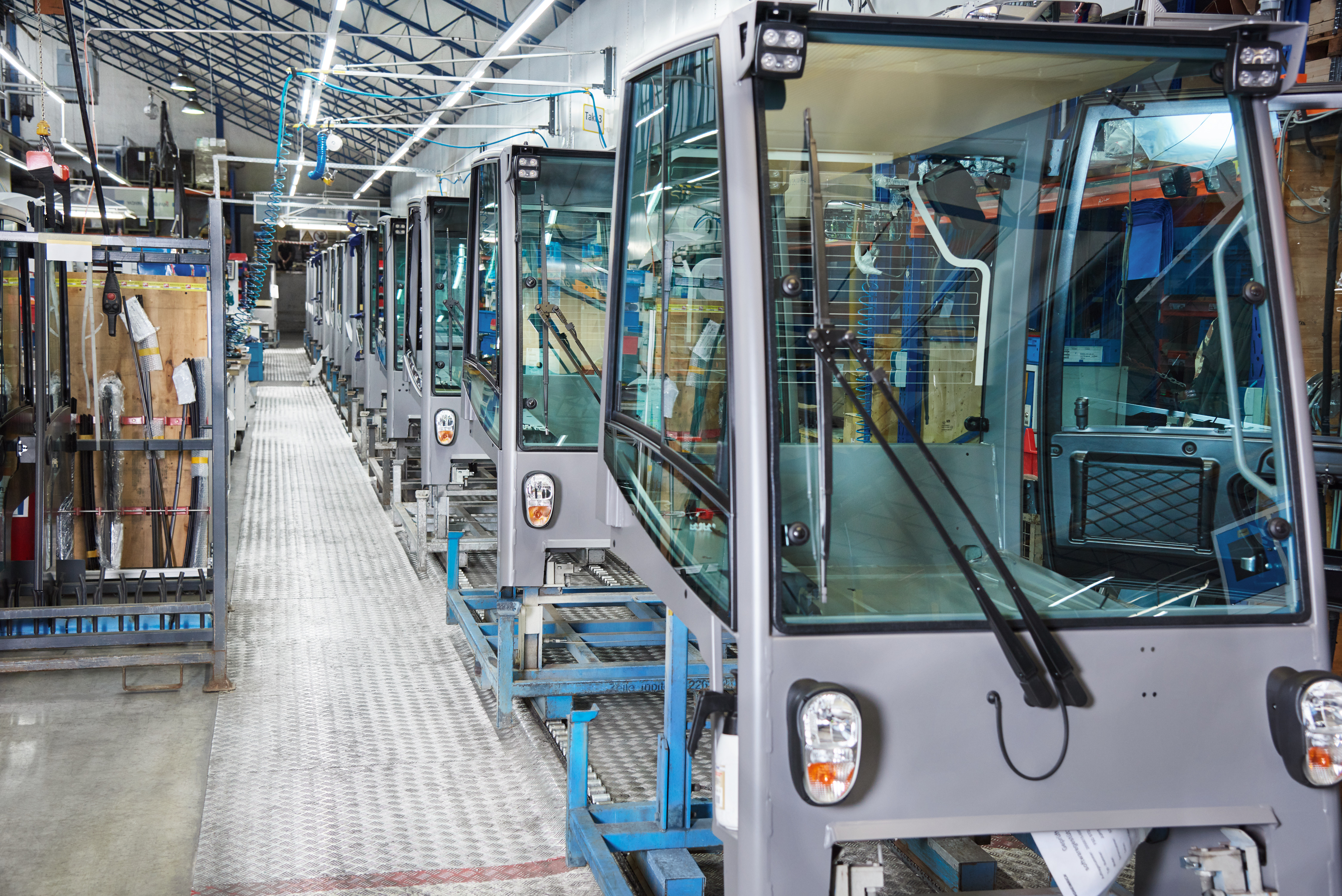
Montagelinie bei Fritzmeier Cabs in Großhelfendorf (2018)

Das Ursprungsgeschäft bzw. Kerngeschäft der Fritzmeier Gruppe. In diesem Geschäftsbereich werden Komplettkabinen, Systembaugruppen, sowie Verkleidungsteile aus Metall und Kunststoff für Hersteller von Off-Highway- und Nutzfahrzeugen gefertigt.

### Fritzmeier Composite
Spezialisiert auf Kunststoffe entwickelt dieses Unternehmen unter anderem selbsttragende Verkleidungsteile und Traktoren-Dächer aus leichten Kunststoffen.

### Fritzmeier Technologie
Dieses Tochterunternehmen fertigt und entwickelt Sondermaschinen und Werkzeuge.

### Fritzmeier Umwelttechnik
Ziel dieser Unternehmung ist die Effizienzsteigerung durch präzisere Mess- und Düngesysteme in der Landwirtschaft. Ökonomische Optimierungen sowie die Forschung an Zukunftstechnologien wie Precision Farming oder der Biotechnologie sind der Zweck dieses Unternehmens.

## Auszeichnung
Das Bayerische Wirtschaftsministerium verlieh Fritzmeier 2006 die Auszeichnung Bayerns best 50.